# Storholmen (vid Björknäs, Raseborg)
Storholmen är en ö i Finland. Den ligger i sjön Gennarbyviken och i kommunen Raseborg i den ekonomiska regionen  Raseborg  och landskapet Nyland, i den södra delen av landet, 100 km väster om huvudstaden Helsingfors. Öns area är 14,1 hektar och dess största längd är 0,7 kilometer i sydväst-nordöstlig riktning.